# Сквер Республіки
Сквер Республіки (крим. Cumhuriyeti şeer bağçası) — сквер у Сімферополі, у Центральному районі.
Розташований між вулицями Карла Маркса та Сєрова, біля площі Республіки та будівлі Верховної Ради Автономної Республіки Крим.

## Опис

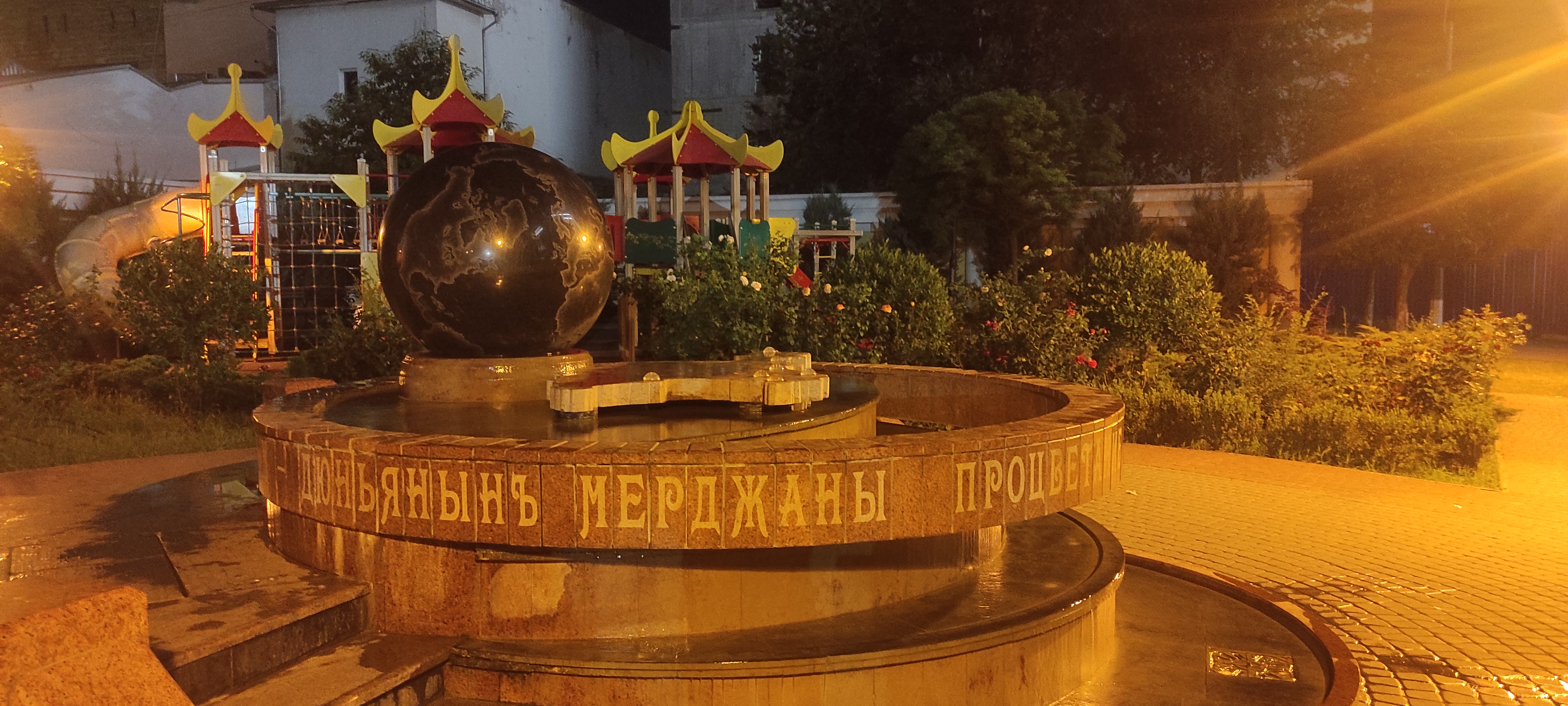
Фонтан у сквері.

У сквері встановлено бювет із питною водою, великий дитячий майданчик, лави для відпочинку, висаджено дерева, чагарники та квіти.
У центрі невеликого парку розташований фонтан у вигляді земної кулі, що обертається, і Кримського півострова. Сквер зіпсовано пам'ятником, що встановили окупанти.

## Історія
Сквер відкрили 1 червня 2013 року на місці аварійно-небезпечного муру, який залишився від фасаду колишнього готелю «Асторія».
Міський голова Віктор Агєєв пообіцяв відкрити сквер, тому роботи з будівництва нового місця відпочинку почалися ударними темпами буквально за два тижні до зазначеного кінцевого терміну. На все це влада витратила майже мільйон гривень.
Сквер одразу привернув увагу городян, перехожим одразу впало в око відсутність на карті більшої частини міст АРК.
Через сквер Республіки в темряву поринула вулиця Пушкіна: ліхтарі та ліхтарні стовпи демонтували та відвезли їх у сквер. Міський голова події пояснив просто: на центральних вулицях Пушкіна і Карла Маркса планується велике будівництво і саме під цим приводом прогулянкову територію позбавили освітлення. Щоправда, коли розпочнеться обіцяна реконструкція, мер не уточнив.
Першого ж дня після відкриття вандали зіпсували сквер. Спочатку невідомі примудрилися зламати деталі на фонтані, потім потопталися клумбами. Плафони на фонтані, що зображують кримські міста, першого ж дня хтось відкрутив і забрав із собою. Знайшлося три запасні, але їх знову відламали.
У 2016 році у сквері окупанти встановили пам'ятник російському військовому.